# Свети Никола (европски фолклор)
Свети Никола је легендарна личност у европском фолклору заснована на грчком ранохришћанском епископу Светом Николи, свецу заштитнику деце.
На Светог Николу деца чекају да дође Свети Никола и стави поклон испод јастука или у чизму на прозорској дасци, под условом да су деца била добра током године. Деца која су се лоше понашала могу очекивати да ће испод јастука пронаћи гранчицу или комад угља. У Холандији (види: Синтерклас), холандска деца су за коња Светог Николе изложила ципелу напуњену сеном и шаргарепом.
Верује се да Свети Никола долази да прослави свој дан, 6. децембар (19. децембар по јулијанском календару), а одлази пре Божића . Ова традиција је позната и слављена у Аустрији, Белгији, Хрватској, Чешкој (чеш. Svatý Mikuláš), североисточна Француска фр. Saint Nicolas), западна и јужна Немачка, Мађарска (мађ. Mikulás), Луксембург, Холандија (хол. Sinterklaas), Пољска (пољ. Święty Mikołaj), Румунија (рум. Moș Nicolae), Србија (срп. Свети Никола), Словачка (слч. Svätý Mikuláš), Словенија (словен. Sveti Miklavž), и Украјина (укр. Святий Миколай).

## Посластице
У Аустрији, Чешкој, јужној Немачкој, Мађарској, Словенији, Словачкој, Румунији и Украјини Свети Никола често долази са два помоћника: добрим анђелом који доброј деци дели поклоне и ђаволом или полу- коза, полудемон чудовиште у неким легендама (Крампус или Кнехт Рупрехт у Аустрији и Немачкој). Кнехт Рупрехт плаши лошу децу и тера их да буду добра.
На Светог Николу долазе у куће у којима живе мала деца и дају им поклоне или их оставе у ципелама које су преко ноћи изостављене. Док фина деца добијају разно воће, бомбоне и играчке, несташна деца не могу да очекују ништа више од дрвеног прекидача, неколико комада угља или шаргарепе или кромпира које је оставио ђаво.
Посластице су традиционално слаткиши, чоколада, слаткиши и различити орашасти плодови, или szaloncukor у Мађарској и Словачкој. У савремено доба, чоколадне фигуре Светог Николе су најчешће. У Аустрији, Мађарској и Румунији, да би се добили поклони, чизме морају бити углачане, јер Свети Никола не пуни чизме које нису довољно сјајне.
Иако поклоне деци обично дају родитељи, није неуобичајено у неким земљама да одрасли стављају мала изненађења у чизме других одраслих или им предају мали упаковани поклон тог дана. У Мађарској је ова традиција позната као megajándékoz valakit valamivel:: „поклонити некоме нешто“.

## Virgács
Virgács је шиба који подсећа на малу метлу, направљен од гранчица или грана жбуна или врбе, често офарбаних у златну боју. Продају се на улицама у Мађарској уочи Светог Николе.